# Bibliothekssystem
Ein Bibliothekssystem ist eine von Bibliotheken verwendete Software und ermöglicht eine computergestützte Durchführung von in Bibliotheken anfallenden Tätigkeiten, wie etwa der bibliothekarischen Erwerbung, der Katalogisierung und der Ausleihe.
Die seit den 1980er Jahren bis heute weltweit eingesetzten Bibliothekssysteme werden meist als integrierte Bibliothekssysteme bezeichnet. Die integrierten Bibliothekssysteme markieren den Beginn der produktiven Verwendung der EDV innerhalb von Bibliotheken. Im Lauf dreier Jahrzehnte ist dabei eine große Menge an verschiedenen Produkten verschiedener Hersteller auf den Markt gekommen, daneben entstanden verschiedene Eigenentwicklungen innerhalb von Bibliotheken oder staatlicher Organisationen und vereinzelt auch von Freiwilligen getragene Open-Source-Programme. Seit einigen Jahren hat weltweit die Ablöse der integrierten Bibliothekssysteme durch eine neue Generation von Bibliothekssystemen begonnen, welche als Bibliotheksmanagementsysteme bezeichnet werden. Zwei wichtige Unterschiede zu älteren Systemen sind, dass Daten meist in der Cloud gespeichert und verwaltet werden sowie dass unterschiedliche Medienarten (etwa Druckschriften, elektronische Publikationen, Datenbanken) gleich abgearbeitet und innerhalb derselben Suchmaske gefunden werden können.

## Begriffe
Weder seitens der Bibliothekswissenschaft noch der Hersteller konnte man sich auf allgemeingültige Bezeichnungen einigen. So werden ähnliche Dinge mit folgenden Namen bezeichnet:
- Bibliothekssystem
- Integriertes Bibliothekssystem (IBS, englisch integrated  library  system, ILS)
- Lokales  Bibliothekssystem (LBS)
- Elektronisches  Bibliothekssystem
- Bibliotheksmanagementsystem (BMS, englisch library management system, LMS)

Etabliert hat es sich, von älteren Systemen (1980er bis 2010er Jahre) als integrierten Bibliothekssystemen zu sprechen und von neueren, cloudbasierten Systemen als Bibliotheksmanagementsystemen.

## Funktionsweise
Bibliothekssysteme sind typischerweise Softwareprodukte, die aus verschiedenen Softwaremodulen zusammengesetzt sind. Die Module orientieren sich an den verschiedenen bibliothekarischen Tätigkeiten, meist gibt es mindestens je eines für die bibliothekarische Erwerbung, die Katalogisierung und die Ausleihe. Das Bibliothekspersonal bedient die verschiedenen Module meist über eine in ihrem Aussehen einheitliche Grafische Benutzeroberfläche. Über die Module zur Durchführung bibliothekarischer Arbeitsabläufe hinaus, ist oft auch ein OPAC oder eine moderne Suchmaschine Teil des Systems oder kann zumindest angeschlossen werden. Auch Daten der Bibliotheksbenutzer werden mit dem Bibliothekssystem verwaltet. Viele Systeme ermöglichen den Nutzern eine online-Anmeldemöglichkeit, über die sie beispielsweise die Bestellung eines Mediums oder die Verlängerung eines Ausleihedatums durchführen können.
Die verwalteten Daten der Bibliothek sind gewöhnlich in einer relationalen Datenbank gespeichert. Ein weiterer Teil des Systems ist die Software zur Interaktion mit der Datenbank.

## Produkte
Weltweit verbreitet sind vor allem die Produkte der Marktführer im Bereich proprietärer Bibliothekssysteme, daneben gibt es aber auch marktrelevante Open-Source-Systeme sowie verschiedenste Eigenentwicklungen einzelner Institutionen.

### Proprietäre Software
Zu den marktführenden Herstellern proprietärer Software gehören im Jahr 2015 einerseits Firmen mit einer über die Entwicklung von Bibliothekssoftware oft weit hinausgehenden Palette an Produkten und Dienstleistungen wie EBSCO Information Services (2982 Beschäftigte), die Follett Corporation (1359) und OCLC (1315). Zu den rein auf Bibliothekssoftware fokussierten Herstellern gehören Ex Libris (565), die Geschäftseinheit ProQuest Workflow Solutions (ein Zusammenschluss von Serials Solutions, Bowker und ProQuest Research Solutions mit 480 Beschäftigten), Civica (454), SirsiDynix (422) und Innovative (entstanden aus Polaris Library Systems und VTLS, Inc., 416 Beschäftigte).
Ex Libris vertrieb bisher vor allem das seit 1981 bestehende System Aleph und dessen schlankere Version Alephino. Seit 2012 löst das Nachfolgeprodukt Alma die Aleph-Systeme weltweit ab. Ein weiteres verbreitetes System von Ex Libris ist Voyager.
Das gegenwärtig verbreitetste System von OCLC ist WorldShare Management Services (WMS). Weitere Systeme sind LBS und SISIS-SunRise.

### Open Source

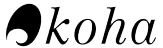
Logo des Systems Koha

Das bisher verbreitetste Open-Source-System ist Koha. Ein im Bereich wissenschaftlicher Bibliotheken an Bedeutung gewinnendes System ist Kuali OLE, das erstmals 2014 von zwei amerikanischen Universitätsbibliotheken in Betrieb genommen werden konnte. Mit FOLIO gibt es noch eine dritte freie Softwarealternative.

### Eigenentwicklungen
Die Eigenentwicklung von Systemen innerhalb einer Bibliothek, eines Bibliothekenverbundes oder anderer Institutionen begann bereits in der Frühphase der Einführung der EDV in Bibliotheken. Heute werden selbst entwickelte Systeme in größeren Bibliotheken kaum noch eingesetzt.

## Standards und Normen
Es gab verschiedene Versuche, in offiziellen Veröffentlichungen, die Anforderungen an Bibliothekssysteme festzulegen. Solche stammen etwa von der US-amerikanischen NISO, vom britischen JISC und der deutschen DFG.

## Geschichte
Die Einführung von integrierten Bibliothekssystemen begann in den 1980er Jahren. Das Grazer Integrierte Bibliothekssystem wurde 1979 etabliert. Die integrierten Systeme unterschieden sich erheblich von den bis dahin eingesetzten Anwendungen, die bis dahin voneinander völlig isoliert, für verschiedene Arbeitsabläufe eingesetzt worden waren. Erstmals konnten die unterschiedlichen Bereiche des bibliothekarischen Geschäftsganges mit nur einer Software abgewickelt werden. Die integrierten Systeme boten dabei auch Effizienzvorteile, da die zentrale Datenverwaltung vorher von verschiedenen Abteilungen redundant durchgeführte Tätigkeiten vermied. Die im Katalog gespeicherten Daten zu einem Medium konnten sowohl von der Erwerbungs-, der Katalogisierungs- wie der Entlehnabteilung genutzt werden.

## Verwendung in Deutschland
Fast jede wissenschaftliche Bibliothek in Deutschland verwendet ein Bibliothekssystem, Ausnahmen bilden sehr kleine oder spezielle Bibliotheken. Statistiken lagen im Jahr 2011 keine vor.

## Bibliothekssysteme (Auszug)
- aDIS/BMS
- Aleph
- Allegro
- Academic LinkShare
- BIBIS
- BIBLIOTHECAplus[7]
- BIBOS
- BVS
- DOBIS/LIBIS
- Folio
- Koha
- Kuali OLE
- NOS
- PICA
- WinBIAP